# Marsfjället
Marsfjället (sydsamiska Maaresvaerie) är ett högfjällsområde norr om Kultsjön i västra delen av Vilhelmina kommun. Högsta toppen når 1589 m ö.h. och är därmed det högsta fjället i den svenska fjällkedjan mellan Sylarna och Norra Storfjället. Fjällområdets toppar har som regel en mer eller mindre brant västsluttning och ett brant stup i öster. 
Marsfjället är ett naturreservat som även skyddas enligt Natura 2000. Det omfattar 86000 ha.